# 羊鯻屬
羊鯻屬（學名：Amniataba）為日鱸目鯻科的一屬，傳統上歸類於鱸形目。

## 分類
本屬包含3個種：
- 安芬羊鯻 Amniataba affinis  (Mees & Kailola, 1977)
- 斑尾羊鯻 Amniataba caudavittata (Richardson, 1845)
- 橫紋羊鯻 Amniataba percoides (Günther, 1864)

## 外部連結
- 维基共享资源上的相關多媒體資源：羊鯻屬